# Laurent La Gamba
 (avril 2012).
Si vous disposez d'ouvrages ou d'articles de référence ou si vous connaissez des sites web de qualité traitant du thème abordé ici, merci de compléter l'article en donnant les références utiles à sa vérifiabilité et en les liant à la section « Notes et références ».
Laurent La Gamba, né le 23 janvier 1967, est un artiste et photographe conceptuel français. 

## Biographie
Après des études littéraires à la Sorbonne à Paris (1993-98), des voyages à l’étranger et notamment à Los Angeles ou il séjourne un temps[évasif], il commence à peindre dans la veine de la figuration libre et fait sa première exposition à Marsanne dans la Drôme en 1999. 
Il s’installe à Monléon-Magnoac en 1995. Sa peinture évolue en lien avec la photographie : des grands formats acryliques que l’on pourrait apparenter à l’hyperréalisme américain, portraits en gros plan de son entourage familial et de voisinage. En 2001, il s’attaque dans le même esprit à une série d’autoportraits caustiques, ou cigarette à la bouche, à partir de son visage peint hyperréaliste, il se transforme en hôtesse de l’air, ouvrier, manager de Mc Donald, femme afghane… Les attributs et fonds sont peints hâtivement. 
Il poursuit cette série en utilisant le photomontage dans un mix photographie et peinture (Exposition Chambre de Commerce, Tarbes, 2001). Des écrits de Jacques Lacan accompagnent ses productions. Ce travail le fait basculer vers la photographie conceptuelle. En témoignent ses premiers Camouflages in situ et Homochromies qu’il développe en obtenant les bourses de la Pollock-Krasner Fondation de New York et de la Fondation de la Napoule-Mandelieu (2001-2002). Il habille des personnages (ou lui-même) d’éléments peints grossièrement qui leur permettent de se fondre dans des environnements divers. D’abord des portraits placés devant des fonds également peints (2001), puis à partir de 2002 des procédés de plus en plus élaborés, en intérieur ou extérieurs, ou le camouflage du corps peint s’intègre à l’environnement. Par exemple dans des supermarchés, des aéroports, devant des voitures ou des paysages, intégrés à un réfrigérateur ou une cuisinière. 
Depuis le Magnoac, il mène une carrière dense en France et à l’étranger, en particulier aux États-Unis dans des Musées et Centres d’art Contemporain (Plusieurs prix en 2003 à San Diego, Helena, Winchester). Il complète son travail par installations et vidéos. 
En 2006, il expose à New York, Anchorage, Montréal, Taïwan (Juming Musem), Portland. Sur l’homme et la société il porte un regard militant, aux limites de la critique sociale. 

## Collections publiques
- The San Diego Art Institute, San Diego, U.S.A.
- La Napoule Art Foundation, Mandelieu-La Napoule, France
- Art Center Waco, Waco, Texas, U.S.A.
- Arizona State University Art Museum Video Archives, Tempe, Arizona, U.S.A.
- The Space Museum, Toulouse, France
- CAMAC-Marnay Art Center, Marnay-sur-Seine, France
- L’imagerie, Lannion, France
- N.A.P., New Arts Program, Kutztown Museum, Pennsylvania, U.S.A.
- MoFA, Florida State University Museum of Fine Arts, Tallahassee, Florida. U.S.A.
- Griffin Museum of Photography, Winchester, U.S.A.
- Artothèque, Hennebont, France.
- The Iowa Biennial Exhibition Research Archives, University of Iowa, USA.
- El Museo de Fotografía "Fernando Paillet", Argentine
- MoMA / Franklin Furnace Artist Book Collection – Museum of Modern Art, NY, USA
- Juming Museum of Art, Taipei, Taiwan, R.O.C.

## Commentaires sur l’œuvre
« Laurent La Gamba, pratique lui aussi le camouflage mais le traite à travers l’homochromie animale, induisant une notion de survie dans les lieux de notre environnement urbain. Au-delà d’une interrogation sur notre relation à la société de consommation, le besoin se double ici d’une dimension sociologique et psychanalytique liée au désir d’apparition et de disparition. Ce processus binaire étant en accord avec celui de l’anamorphose, principe récurrent dans cette démarche artistique. En cohérence avec les démarches de Liu Bolin et de Désirée Palmen, Laurent La Gamba travaille in situ en créant une tenue de camouflage permettant à un individu de fusionner avec un lieu préexistant. 
Rappelons que les non-lieux s’accordent à la visibilité et à l’invisibilité de la frontière. Ils peuvent être traversés a priori très librement et anonymement, si ce n’est qu’à chaque entrée et sortie, l’utilisateur se doit de décliner son identité à travers la présentation de ses papiers d’identité ou le paiement en carte de crédit. Laurent La Gamba, au-delà de l’investissement de ce non-lieu, emblématique de notre société de consommation, choisit de situer son intervention dans le rayon consacré à l’alimentation pour chien, nous renvoyant ainsi  à notre instinct de survie à travers le processus animalier du camouflage. Le document photographique se présente cette fois ci sur un axe horizontal et, comme dans les compositions précédentes, n’offre aucune veduta, aucune ouverture permettant de prolonger notre regard sur un extérieur salvateur. 
Le phénomène de la disparition-apparition, fortement lié à notre culture chrétienne marquée par la disparition et la réapparition du Christ, est donc propice à l’incarnation de la frontière du corps dans ces compositions : à la fois invisible mais pourtant perceptible, à la fois matérielle et immatérielle. Au-delà d’une interrogation sur notre relation à la société de consommation, cette figuration de la frontière du visible se double donc ici d’une dimension sociologique, psychanalytique et éthologique. Pour Laurent La Gamba, le supermarché est un espace chromatique potentiellement cataleptiforme, comme l’est la forêt ».
« Laurent La Gamba est un artiste français né en 1967. Sa démarche relevant de l’in situ diffère cependant de celle de Désirée Palmen, dans la mesure où il ne construit pas son dispositif en fonction d’une caméra de surveillance. Il travaille également sur des non-lieux : espaces de transit produits par la « surmodernité » selon Marc Augé ; espaces emblématiques de notre époque actuelle […]
Travaillant de façon sérielle, Laurent La Gamba a réalisé plusieurs interventions dans  des supermarchés. [ …] Le Genius Loci des latins a depuis longtemps été délogé par l’implantation du supermarché. Sa forêt originaire, magique et surnaturelle, s’est muée de façon inéluctable en friche industrielle, dépourvue d’identité et d’histoire. [ …] Le caméléon, à la fois transformé et agent transformateur, fait face au spectateur, le place ainsi dans la position du voyeur et prédateur potentiel. [ …] L’esprit des lieux, incarné au fond de son rayon par l’intervention de Laurent la Gamba, relève donc de la mythologie de pacotille analysée par Roland Barthes : « C’est que le frégolisme  du plastique est total, Il peut former aussi bien des seaux que des bijoux » . Les masques de plastique, jouxtant la tête du personnage camouflé, ne sont en effet ici que les pâles échos de la tromperie de la fête sur fond de consommation de masse : « La société de consommation et ses avatars restent bien évidemment le principal exemple de sujet incriminé qui confronte l’homme à ses leurres.». 
Le non-lieu investi ici par Laurent La Gamba n’est autre que le supermarché. […] L’accumulation des bouteilles de Coca-cola et des différents produits de consommation liés au thème de l’au-delà, à travers cette fête d’Halloween, nous renvoie au caractère mortifère du capitalisme analysé par Christian Arnsperger : « Accumuler, c’est ne pas savoir désirer et transformer le désir en un besoin toujours insatisfait, constamment comblé et gavé. C’est poursuivre une immortalité illusoire […] » . L’esprit des morts côtoie donc ici l’esprit du non-lieu. Le supermarché, associé par Laurent La Gamba à la forêt, est donc non seulement un endroit où l’on peut s’égarer, mais surtout un lieu où l’on peut perdre son âme… ». 

## Bourses et prix[réf.nécessaire]
2003
- Prix Hugh M. Davis – San Diego Art Institute– San Diego, SDAI, U.S.A.
- Prix Richard Notkin[réf. nécessaire] – Holter Museum of Art – Helena, U.S.A.
- Prix Karen Hass – Griffin Museum of Photography, Winchester, U.S.A.
- CAMAC/Marnay Art Center, Marnay-sur-Seine, France (artiste-en-résidence)

2002
- Fondation d’Art de La Napoule, La Napoule-Mandelieu, France (artiste-en-résidence)

2001-2002
- Pollock-Krasner Foundation (Bourse), New York, USA.

## Télévision
- Le Camouflage urbain, chronique de Daphné Burki, L’Édition Spéciale, Canal +, 20 mars 2009